# Sydlig pitohui
Sydlig pitohui (Pitohui uropygialis) är en fågel i familjen gyllingar inom ordningen tättingar.

## Utseende och läte
Sydlig pitohui är en rätt stor tätting med en kroppslängd på 22–25,5 cm. Hanen har mestadels svart på huvud, vingar och stjärt, med kastanje- eller orangebrunt på buk och rygg. Hos vissa bestånd är huvudet istället brunt. Arten är mycket lik svarthuvad pitohui, men hittas vanligen på lägre höjd och är större, mörkare och fylligare brun. Den har vidare svart snarare än brunt ovan stjärtroten.

## Utbredning och systematik
Sydlig pitohui delas upp i sex underarter med följande utbredning:
- P. u. uropygialis – öarna Salawati och Misool utanför västra Nya Guinea
- P. u. tibialis – västra Vogelkophalvön (nordvästra Nya Guinea)
- P. u. brunneiceps – Papuabukten till Fly River (södra Nya Guinea)
- P. u. nigripectus – Mimika River till Eilanden River (södra Nya Guinea)
- P. u. aruensis – Aruöarna utanför sydvästra Nya Guinea
- P. u. meridionalis – sydöstra Nya Guinea

Tidigare behandlades sydlig pitohui, nordlig pitohui och rajaampatpitohui som en och samma art, Pitohui kirhocephalus, och vissa gör det fortfarande. Genetiska studier visar dock att de utgör tre distinkta klader.

## Status och hot
Arten har ett stort utbredningsområde, men tros minska i antal, dock inte tillräckligt kraftigt för att den ska betraktas som hotad. Internationella naturvårdsunionen IUCN listar arten som livskraftig (LC).

## Namn
Pitohui är ett papuanskt namn för Pitohui kirhocephalus.